# Al-Fahaheel FC
O Al-Fahaheel FC é um clube de futebol kuwaitiano com sede na Cidade do Kuwait. A equipe compete no Campeonato Kuwaitiano de Futebol.

## História
O clube foi fundado em 1964.